# Ron Behagen
Ronald Michael Behagen (né le 14 janvier 1951 à New York, New York) est un ancien joueur américain de basket-ball.

## Biographie
Pivot de 2,06 m issu du lycée "DeWitt Clinton" à New York, Behagen intégra l'université du Minnesota. Il avait parmi ses coéquipiers le futur Baseball Hall-of-Famer Dave Winfield. À la fin de sa carrière universitaire en 1973, Behagen joua sept saisons en NBA sous les couleurs des Kings de Kansas City, du Jazz de La Nouvelle-Orléans, des Hawks d'Atlanta, des Rockets de Houston, des Pacers de l'Indiana, des Pistons de Détroit, des Knicks de New York et des Bullets de Washington, puis en Italie pour l'équipe de Antonini Siena. Il fut nommé dans la NBA All-Rookie Team en 1974. Lors de sa carrière NBA, il réalisa des moyennes de 10.3 points et 7.0 rebonds par match.

### Bagarre avec Ohio State
Le 25 janvier 1972, Behagen fut impliqué dans l'un des plus graves altercations de l'histoire du basket-ball universitaire quand lui et certains de ses coéquipiers s'en prirent au joueur de l'université d'État de l'Ohio Luke Witte. Au milieu de ce qui était un match très physique, le joueur de Minnesota Clyde Turner commit une faute flagrante sur Witte lors d'une tentative de layup, assommant Witte qui retomba sur le parquet. Corky Taylor de Minnesota se pencha pour aider Witte à se relever, mais mit un coup de genou à Witte dans l'aine. Une mêlée entre les joueurs s'ensuivit et Behagen sortit du banc pour frapper Witte à la tête, le laissant inconscient. L'entraîneur d'Ohio State Fred Taylor décrivant cet acte comme : « la chose plus désolante qu'il ait vu dans un sport universitaire. ». Behagen et Corky Taylor furent suspendus pour le reste de la saison, bien que Witte ne déposa pas de plainte contre eux.